# Dan Craven
Dan Craven (Otjiwarongo, 10 de febrero de 1983) es un ciclista namibio.

## Biografía
Casi toda su carrera deportiva la ha disputado en Europa y concretamente como profesional siempre en equipos del Reino Unido. Pese a ello apenas ha logrado destacar en Europa más allá de en carreras menores. 
En 2011 su federación le quitó su plaza en la prueba en Ruta de los Juegos Olímpicos de Londres 2012 (al conseguir el tercer puesto en el Campeonato Africano en Ruta de 2010) por participar en el Tour de Gran Bretaña 2011 en vez en los Juegos Africanos de ese año; precisamente en ese Tour de Gran Bretaña obtuvo su mejor posición en carreras europeas de mayor nivel (categoría .1) consiguiendo la 18.ª posición. Sin embargo finalmente si disputó dicha prueba aunque no la finalizó.
En julio de 2014, tras su buen inicio de temporada ganando el Tour de Camerún en las filas del equipo Bike Aid-Ride For Help, fichó por el conjunto Team Europcar de la máxima categoría. Un mes después, sin experiencia previa en carreras de la máxima categoría, corrió la Vuelta a España, logrando acabar.

## Palmarés
| 2005 (como amateur) - Campeonato de Namibia en Ruta 2006 (como amateur) - 2.º en el Campeonato Africano Contrarreloj - Campeonato de Namibia en Ruta 2007 (como amateur) - 2.º en el Campeonato Africano Contrarreloj - 2.º en el Campeonato de Namibia Contrarreloj 2008 (como amateur) - Gran Premio Cristal Energie - 3.º en el Campeonato Africano Contrarreloj - Campeonato Africano en Ruta - Campeonato de Namibia en Ruta 2009 - UCI Africa Tour 2010 - 1 etapa de la An Post Rás - 1 etapa del Tobago Cycling Classic - 3.º en el Campeonato Africano en Ruta - 1 etapa del Tour de Ruanda 2011 - 1 etapa de la Vuelta a León 2012 - 2.º en el Campeonato de Namibia Contrarreloj - 2.º en el Campeonato de Namibia en Ruta | 2013 - 2.º en el Campeonato Africano en Ruta 2014 - Tour de Camerún 2015 - Campeonato de Namibia en Ruta 2016 - 2.º en el Campeonato de Namibia Contrarreloj - Campeonato de Namibia en Ruta 2017 - 2.º en el Campeonato de Namibia en Ruta 2018 (como amateur) - 3.º en el Campeonato de Namibia en Ruta - Tour de Senegal, más 1 etapa 2019 (como amateur) - 2.º en el Campeonato de Namibia en Ruta 2020 (como amateur) - Campeonato de Namibia en Ruta |

## Resultados en Grandes Vueltas y Campeonatos del Mundo
| Carrera              | Carrera              | 2007 | 2008 | 2009 | 2010 | 2011 | 2012 | 2013 | 2014  | 2015 | 2016 | 2017 |
| -------------------- | -------------------- | ---- | ---- | ---- | ---- | ---- | ---- | ---- | ----- | ---- | ---- | ---- |
|                      | Giro de Italia       | —    | —    | —    | —    | —    | —    | —    | —     | —    | —    | —    |
|                      | Tour de Francia      | —    | —    | —    | —    | —    | —    | —    | —     | —    | —    | —    |
|                      | Vuelta a España      | —    | —    | —    | —    | —    | —    | —    | 140.º | —    | —    | —    |
| Mundial en Ruta      | Mundial en Ruta      | —    | —    | Ab.  | —    | —    | —    | —    | —     | —    | —    | —    |
| Mundial Contrarreloj | Mundial Contrarreloj | 62.º | 51.º | —    | —    | —    | —    | —    | —     | —    | —    | —    |

—: no participa

Ab.: abandono

## Equipos
- Rapha Condor (2009-2011)
  - Rapha Condor (2009)
  - Rapha Condor-Sharp (2010-2011)
- Team IG-Sigma Sport (2012)
- Synergy Baku Cycling Project (2013)
- Bike Aid-Ride For Help (01.01.2014-30.06.2014)
- Team Europcar (01.07.2014-2015)
- Cycling Academy (2016-2017)
  - Cycling Academy Team (2016)
  - Israel Cycling Academy (2017)